# The Warning
The Warning es el álbum debut de la banda estadounidense de metal progresivo Queensrÿche, lanzado el 7 de septiembre de 1984, y relanzado el 6 de mayo del 2003, con tres bonus tracks.

## Antecedentes
Queensrÿche escribió el material de The Warning durante su gira de promoción del EP Queensrÿche, inspirado en acontecimientos mundiales y en la novela de 1949 de George Orwell , 1984. El álbum fue grabado en varios estudios de grabación en Londres con el productor de Pink Floyd, James Guthrie.
En 2013, el cantante Geoff Tate explicó la insatisfacción de la banda con la mezcla del álbum:
La única vez que experimenté con [un sello discográfico que restringe la libertad creativa] fue durante la grabación del primer álbum de Queensrÿche, The Warning. Nos pasamos 300.000 dólares del presupuesto y el sello tomó el disco de nuestras manos y se lo dio a otra persona para que lo mezclara... El tipo que mezcló el álbum no tenía ni idea de qué era Queensrÿche. Nunca escuchó música hard rock y no recibió información de nadie en el. Simplemente lo mezcló de acuerdo a cómo pensaba que debía sonar. Nadie en la banda podía escuchar ese disco. Todos lo odiamos".
The Warning muestra a la banda en una etapa temprana de desarrollo, tocando canciones puramente de heavy metal a diferencia de álbumes posteriores en los que se expresaba más experimentación. Fue un éxito comercial moderado en los Estados Unidos, aunque ninguno de los sencillos llegó a las listas nacionales. Sin embargo, "Take Hold of the Flame" fue un éxito internacional, particularmente en Japón.
En apoyo del lanzamiento, Queensrÿche realizó una gira mundial desde agosto de 1984 hasta julio de 1985. Durante la etapa estadounidense de su gira, fueron los teloneros de Kiss en su gira Animalize Tour y de Iron Maiden en su gira World Slavery Tour, mientras que en Europa abrieron para Dio en su gira The Last in Line de 1984. También abrieron para Accept en su gira Metal Heart Tour en 1985.

## Canciones
1. "Warning" (Geoff Tate, Michael Wilton) – 4:46
2. "En Force" (Chris DeGarmo) – 5:16
3. "Deliverance" (Wilton) – 3:21
4. "No Sanctuary" (DeGarmo, Tate) – 6:05
5. "NM 156" (DeGarmo, Tate, Wilton) – 4:38
6. "Take Hold of the Flame" (DeGarmo, Tate) – 4:57
7. "Before the Storm" (Tate, Wilton) – 5:13
8. "Child of Fire" (Tate, Wilton) – 4:34
9. "Roads to Madness" (DeGarmo, Tate, Wilton) – 9:40

## Pistas adicionales
El álbum fue reelanzado el 6 de mayo de 2003 con los siguientes bonus tracks:
1. "Prophecy" (DeGarmo) – 4:00
2. "The Lady Wore Black (live)" (DeGarmo, Tate) – 5:23
3. "Take Hold of the Flame (live)" (DeGarmo, Tate) – 5:06

## Créditos
- Geoff Tate – Vocalista
- Chris DeGarmo – guitarra, coros.
- Michael Wilton – guitarra, coros.
- Eddie Jackson – bajo, coro.
- Scott Rockenfield – batería
- Michael Kamen – conductor

## Posicionamiento
Álbum - Billboard (Norteamérica)
| Año  | Listas            | Posición |
| ---- | ----------------- | -------- |
| 1984 | The Billboard 200 | 61       |